# Saint-Remy-la-Calonne
Saint-Remy-la-Calonne là một commune thuộc tỉnh Meuse trong vùng Grand Est đông nam nước Pháp.